# Sammo Hung
Sammo Hung Kam-bo, narodil se jako Hong Jinbao (* 7. ledna 1952 Hongkong) je hongkongský herec, scenárista a režisér; mistr bojových umění.
Jako mnoho jeho kolegů i on prošel Pekingskou operou, kde se učil bojovému umění, tanci a zpěvu. Do opery nastoupil už v osmi letech a seznámil se zde i s Jackie Chanem.
Filmu se začal věnovat (nejprve jako kaskadér) od doby, co vyšel ze školy. Dříve než spolu s Jackie Chanem a Biao Yuenem vytvořili trojici, které se přezdívalo „Tři bratři“, se popral se samotným Bruce Leem ve snímku Drak přichází (tam se na sekundu ukázal i Jackie Chan). Tři bratři byli ve své době nejlepší kaskadérský tým na světě a zavedli v asijských kung-fu filmech komediální prvky. Avšak v druhé polovině 80. let se Tři bratři rozpadají kvůli stále rostoucí popularitě Jackieho Chana. S Jackie Chanem se ještě potkal ve filmu Terč, který i režíroval a ve snímku Cesta kolem světa za 80 dní. Ve filmu Zóna smrti se nechal zmlátit Donnie Yenem, se kterým se ještě setkal v Ip Manovi 2.

## Herecká filmografie
- 2012 Šéf Šanghaje
- 2011 Jednoduchý život
- 2010 Ip Man: Zrození legendy
- 2010 Ip Man 2 - mistr Hung
- 2010 14 ostří
- 2008 Bojovníci WUSHU
- 2008 Nebezpečný svědek
- 2008 Tři království: Vzkříšení draka
- 2007 Dvojčata v akci
- 2005 Zóna smrti - mafiánský boss Po
- 2004 Cesta kolem světa za 80 dní - Wong Feihung
- 2001 Legenda o Zu
- 2001 Pěst pomsty
- 1998 Martial Law - Stav ohrožení (seriál) - Sammo Law
- 1997 Terč - cyklista
- 1993 Evil Cult - Tajemství kung-fu
- 1993 Walker, Texas Ranger (seriál)
- 1990 Ztřeštění poldové
- 1988 Navěky drakem
- 1987 Poslední kondor
- 1986 Milionářský expres - Fong-Tin Ching
- 1986 Šťastné hvězdy v akci
- 1985 Mé šťastné hvězdy - Kidstuffom
- 1985 První úkol - Dračí srdce
- 1985 Šťastné hvězdy
- 1984 Pojízdná kantýna
- 1983 Projekt A
- 1983 Vítězové a hříšníci
- 1981 Obyčejný spratek
- 1979 Kung-fu bratři
- 1979 Kung-fu nářez
- 1978 Hra smrti
- 1976 Pěsti smrti
- 1975 Muž z Hongkongu
- 1973 Drak přichází - soupeř Leeho
- 1969 Dotek Zenu

## Režijní filmografie
- 1997 Terč
- 1993 Bojovník
- 1993 Evil Cult - Tajemství Kung-Fu
- 1988 Navěky drakem
- 1987 Poslední kondor
- 1986 Milionářský expres
- 1985 Mé šťastné hvězdy
- 1985 První úkol - Dračí srdce
- 1985 Šťastné hvězdy
- 1984 Pojízdná kantýna
- 1983 Projekt A
- 1983 Vítězové a hříšníci
- 1981 Hra smrti 2
- 1981 Obyčejný spratek
- 1979 Kung-fu bratři
- 1978 Hra smrti